# مسیر شاه
مسیر شاه (به تامیلی: Rajapattai) و (به انگلیسی: King's path) فیلمی هندی محصول سال ۲۰۱۱ و به کارگردانی سوسنتیران است. در این فیلم بازیگرانی همچون ویکرام، دکشا ست، کاسیناتونی ویسوانت، تامبی رامایاش، چامس، سالونی اسوانی، شریا سارن و ریما سن ایفای نقش کرده‌اند.